# Dionisio Capaz
Dionisio Capaz Rendón fue un marino y político español nacido en El Puerto de Santa María en 1780 y fallecido en Madrid en 1855. Fue ministro de Marina.

## Biografía
En 1799 embarcó como guardiamarina en el Conquistador, mandado por Churruca. Participó en la expedición gala de Leclerc a Santo Domingo y en 1802 en la Comisión cartográfica de las islas griegas. En la batalla de Trafalgar combatió embarcado en el Bahama, pasando como prisionero a Gibraltar.
En 1813 fue elegido diputado a Cortes por la provincia de Cádiz hasta el regreso de Fernando VII a España. Fue entonces encarcelado en Madrid y trasladado luego al castillo de San Sebastián en Cádiz, en el que permaneció condenado durante dos años. En 1818 tomó parte en un convoy que llevaba tropas al Callao, teniendo que hacerse cargo del mando cuando el primer comandante cayó enfermo. La expedición fue desastrosa, pues los insurgentes capturaron el María Isabel, buque que tripulaba Capaz, quien, sin embargo, llegó al Callao. Fue sometido a causa, de la que salió absuelto por motivos políticos. Estaba en el Callao cuando el ataque de Cochrane y fue designado por el virrey Pezuela para representarle en las conferencias de Miraflores con San Martín, que no tuvieron resultado práctico (1821). Ese mismo año regresó a España y fue ascendido a capitán de fragata y en 1822 nombrado secretario de la Junta del Almirantazgo y del Despacho Universal de Marina en un Ministerio presidido por Evaristo San Miguel, liberal exaltado, Ministerio que fue apodado de los Siete Niños de Écija.
Al producirse la invasión del duque de Angulema se trasladó con el ministerio a Sevilla y luego a Cádiz, fue nombrado mayor general de la Escuadra del Océano y participó en la defensa del Trocadero; caído el régimen liberal emigró al extranjero y no regresó hasta 1832, reintegrándosele en sus grados, ascendiendo en 1835 a capitán de navío y después del motín de La Granja a brigadier. En 1837 fue elegido senador por la provincia de Toledo, afiliado al partido progresista, y al año siguiente ascendido a jefe de escuadra. En 1840 fue nombrado ministro de Marina en el gobierno de Vicente Sancho, gabinete que quedó sin efecto. En 1841 se le nombró presidente del Consejo Permanente de Guerra de Generales del Ejército que había de fallar las causas por el levantamiento de octubre del mismo año y, empatados los votos en la del general Diego de León, el suyo fue el que decidió la pena de muerte dada a este, por lo que fue unánimemente censurado. Enemistado por esto con la opinión pública, renunció a su ascenso a teniente general, aunque más tarde lo hiciera valer invocando sus derechos al escalafón.
Fue nuevamente ministro de Marina con Rodil y al producirse el levantamiento de 1843 emigró al extranjero, de donde no volvió hasta 1847. Este mismo año ascendió a teniente general. En 1853 fue nombrado vocal de la Junta Consultiva. En agosto de 1855, elevado a capitán general de la Armada, cargo que desempeñó hasta su muerte, el 27 de diciembre siguiente.